# Han Mei
Han Mei (chinesisch 韩梅 Hán Méi; * 27. Januar 1998 in Hohhot) ist eine chinesische Eisschnellläuferin.

## Werdegang
Han trat international erstmals bei den Juniorenweltmeisterschaften 2013 in Klobenstein in Erscheinung, wobei dort der zehnte Platz im Mini-Mehrkampf ihre beste Platzierung war. In den folgenden Jahren lief sie bei den Juniorenweltmeisterschaften 2014 in Bjugn auf den 12. Platz über 1000 m, auf den achten Rang über 1500 m sowie auf den sechsten Platz über 3000 m, im Mini-Mehrkampf und in der Teamverfolgung und bei den Juniorenweltmeisterschaften 2015 in Warschau jeweils auf den 30. Platz über 500 m und 1000 m, auf den 23. Rang über 1500 m, auf den 17. Platz über 3000 m sowie auf den 15. Platz im Mini-Mehrkampf. In der Saison 2015/16 gewann sie bei den Olympischen Jugend-Winterspielen 2016 in Lillehammer im Massenstart, über 1500 m sowie im 2 × 500-m-Lauf jeweils die Silbermedaille und bei den Juniorenweltmeisterschaften 2016 in Changchun die Bronzemedaille über 1000 m sowie die Silbermedaille im Mini-Mehrkampf. In der Saison 2016/17 startete sie in Harbin erstmals im Weltcup und kam dabei auf den 19. Platz über 1500 m, auf den siebten Rang in der Teamverfolgung und in der B-Gruppe über 3000 m und den 17. Platz. Zudem holte sie bei den Winter-Asienspielen 2017 in Obihiro die Bronzemedaille in der Teamverfolgung und die Silbermedaille über 5000 m. In den folgenden Jahren wurde sie in Pyeongchang bei ihrer ersten Teilnahme an Olympischen Winterspielen Fünfte in der Verfolgung und belegte bei der Mehrkampfweltmeisterschaft 2019 in Calgary den 18. Platz im Kleinen Vierkampf und bei den Einzelstreckenweltmeisterschaften 2019 in Inzell den 20. Platz über 1500 m, den 14. Rang 3000 m sowie den fünften Platz in der Teamverfolgung. Außerdem lief sie bei der Mehrkampfweltmeisterschaft 2020 in Hamar auf den 15. Platz im Kleinen Vierkampf und bei den Einzelstreckenweltmeisterschaften 2020 in Salt Lake City auf den 24. Rang über 1500 m.
In der Saison 2021/22 erreichte Han in Calgary mit dem dritten Platz in der Teamverfolgung ihre erste Podestplatzierung im Weltcup und belegte bei den Olympischen Winterspielen 2022 in Peking den 15. Platz über 3000 m, jeweils den 11. Rang über 1500 m und 5000 m sowie erneut den fünften Platz in der Teamverfolgung. In der folgenden Saison kam sie in Tomaszów Mazowiecki mit dem dritten Platz im Teamsprint erneut im Weltcup aufs Podest und bei den Einzelstreckenweltmeisterschaften 2023 in Heerenveen auf den 13. Platz über 1000 m, auf den 11. Rang über 3000 m, auf den achten Platz über 1500 m sowie auf den vierten Platz in der Teamverfolgung. In der Saison 2023/24 lief sie bei allen 19 Weltcupteilnahmen unter den ersten Zehn und erreichte mit je zwei zweiten sowie dritten Plätzen ihre ersten Podestplatzierungen im Weltcupeinzel. Beim Saisonhöhepunkt, den Einzelstreckenweltmeisterschaften 2024 in Calgary, gewann sie jeweils die Silbermedaille über 1000 m und 1500 m. Zudem wurde sie dort Siebte über 3000 m sowie Fünfte in der Teamverfolgung und beendete die Saison auf dem sechsten Platz im Weltcup über 1000 m sowie auf dem zweiten Rang im Weltcup über 1500 m. Nachdem Gewinn der Silbermedaille über 1500 m zu Beginn der Saison 2024/25 bei den Vier-Kontinente-Meisterschaften 2025 in Hachinohe, kam sie im Weltcup zweimal auf den zweiten sowie viermal auf den dritten Platz und wurde damit jeweils Dritte im Weltcup über 1000 m und 1500 m. Bei den Winter-Asienspielen 2025 in Harbin holte sie über 3000 m sowie im Teamsprint jeweils die Silbermedaille und über 1000 m, 1500 m sowie in der Teamverfolgung jeweils die Goldmedaille. Beim Saisonhöhepunkt, den Einzelstreckenweltmeisterschaften 2025 in Hamar, belegte sie den 14. Platz über 3000 m sowie den vierten Rang über 1000 m und gewann über 1500 m die Bronzemedaille. Bei chinesischen Meisterschaften siegte sie bisher jeweils viermal im Kleinen Vierkampf (2018, 2019, 2021, 2023), 1500 m (2017, 2019, 2023, 2024) sowie 3000 m (2017, 2019, 2021, 2023), zweimal über 1000 m (2023, 2024) und jeweils einmal im Teamsprint (2023) und 5000 m (2021).

## Erfolge

### Olympische Winterspiele
- 2018 Pyeongchang: 5. Platz Teamverfolgung
- 2022 Peking: 5. Platz Teamverfolgung, 11. Platz 1500 m, 11. Platz 5000 m, 15. Platz 3000 m

### Einzelstrecken-Weltmeisterschaften
- 2019 Inzell: 5. Platz Teamverfolgung, 14. Platz 3000 m, 20. Platz 1500 m
- 2020 Salt Lake City: 24. Platz 1500 m
- 2023 Heerenveen: 4. Platz Teamverfolgung, 8. Platz 1500 m, 11. Platz 3000 m, 13. Platz 1000 m
- 2024 Calgary: 2. Platz 1000 m, 2. Platz 1500 m, 5. Platz Teamverfolgung, 7. Platz 3000 m
- 2025 Hamar: 3. Platz 1500 m, 4. Platz 1000 m, 14. Platz 3000 m

### Mehrkampf-Weltmeisterschaften
- 2019 Calgary: 18. Platz Kleiner Vierkampf
- 2020 Hamar: 15. Platz Kleiner Vierkampf
- 2024 Inzell: 5. Platz Kleiner Vierkampf

### Vier-Kontinente-Meisterschaften
- 2025 Hachinohe: 2. Platz 1500 m

### Winter-Asienspiele
- 2017 Obihiro: 2. Platz 5000 m, 3. Platz Teamverfolgung, 4. Platz 3000 m, 8. Platz 1500 m
- 2025 Harbin: 1. Platz 1000 m, 1. Platz 1500 m, 1. Platz Teamverfolgung, 2. Platz Teamsprint, 2. Platz 3000 m

### Persönliche Bestleistungen
| Disziplin | Zeit        | Datum            | Ort            |
| --------- | ----------- | ---------------- | -------------- |
| 500 m     | 38,01 s     | 10. März 2024    | Inzell         |
| 1000 m    | 1:13,27 min | 17. Februar 2024 | Calgary        |
| 1500 m    | 1:52,72 min | 18. Februar 2024 | Calgary        |
| 3000 m    | 3:58,75 min | 3. Dezember 2021 | Salt Lake City |
| 5000 m    | 7:07,43 min | 10. März 2024    | Inzell         |